# Copa del Rei de futbol 1908
La Copa del Rei de futbol 1908 va ser la sisena edició de la Copa del Rei.

## Detalls
Es va disputar el 12 d'abril de 1908, a l'Estadi O'Donnell de Madrid.
L'Athletic Club renuncià a participar en protesta per l'actitud del públic madrileny en l'edició anterior. El campió català X Sporting Club també refusà per motius econòmics. Finalment només s'hi van inscriure dos clubs, el Madrid FC i el Vigo FC.

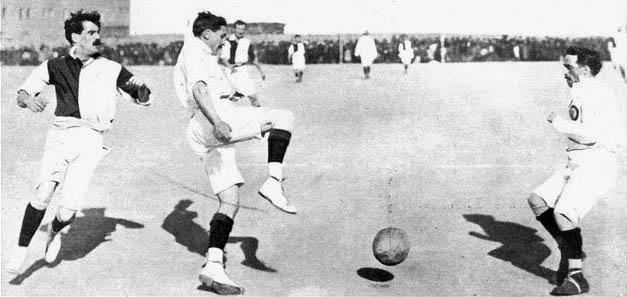
Imatge de la final entre Vigo i Madrid.

## Final
| Madrid FC                                 | 2 – 1 | Vigo FC    |
| ----------------------------------------- | ----- | ---------- |
| Sánchez Neyra 41' · Federico Revuelto 2T' |       | Posada 85' |

## Campió
| Campions de la Copa del Rei 1907         |
| ---------------------------------------- |
| · Reial Madrid Club de Futbol · 4t títol |